# David Pegg

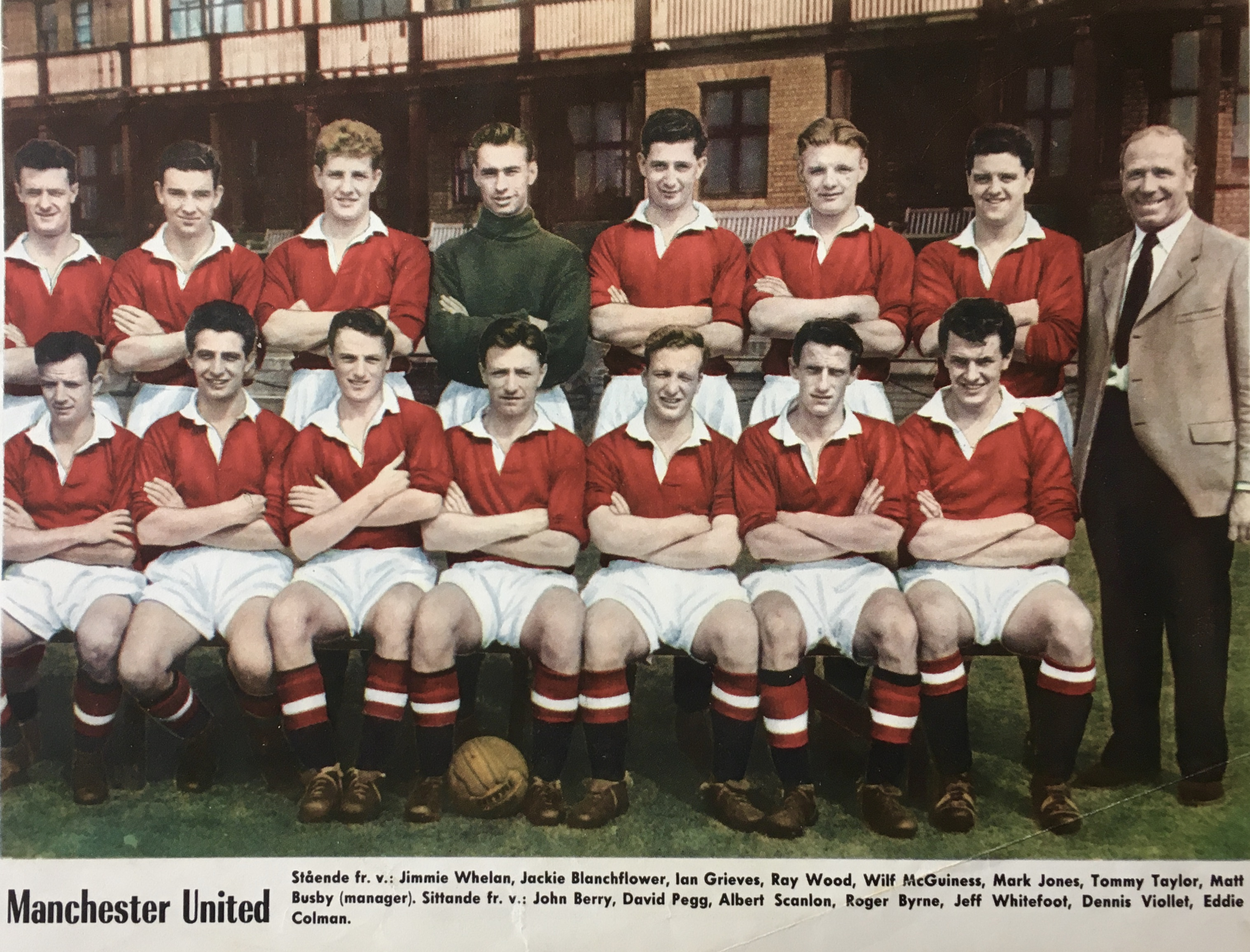
Pegg (hàng phía trước,thứ hai từ trái sang) trong 1 bức ảnh tập thể Manchester United vào năm 1957

David Pegg (20 tháng 9 năm 1935 – 6 tháng 2 năm 1958) là một cầu thủ bóng đá người Anh và là một trong tám cầu thủ của Manchester United đã thiệt mạng trong thảm họa hàng không Munchen vào ngày 6 tháng 2 năm 1958.
David Pegg sinh ra ở Highfields, West Riding of Yorkshire vào tháng 9 năm 1935, là một trong ba người con của thợ mỏ William Pegg và vợ Jessie. Cha anh cũng chơi bóng nghiệp dư với tiêu chuẩn cao trong những năm 1930, giành được một số danh hiệu với các đội bóng địa phương.
Anh ký hợp đồng với United sau khi rời trường học vào năm 1950 và có trận ra mắt đội đầu tiên ở giải hạng nhất gặp Middlesbrough vào ngày 6 tháng 12 năm 1952, ở tuổi 17, và đến năm 20 tuổi, Pegg là thành viên chính thức của đội một. Năm 1956, ở tuổi 21, anh đã nhận được một huy chương vô địch hạng nhất. Mùa giải tiếp theo, anh ấy đã nhận thêm một huy chương vô địch quốc gia và cũng giúp United lọt vào bán kết cúp C1 châu Âu, đồng thời giành được một huy chương á quân tại FA Cup. David Pegg đã từng khoác áo "Tam Sư" một lần, lần ra sân duy nhất cho đội tuyển của Pegg là vào năm 1957.

## Danh hiệu
- Vô địch quốc gia: 1955-56; 1956-57.
- Siêu cúp Anh: 1952; 1956; 1957.